# Emilie Lehmus

Gedenktafel am Haus Alte Schönhauser Straße 23/24

Emilie Lehmus (* 30. August 1841 in Fürth, Königreich Bayern; † 17. Oktober 1932 in Gräfenberg, Landkreis Forchheim) zählte zu den ersten Frauen, die aus Deutschland als Medizinstudentinnen nach Zürich gingen. 
Als niedergelassene Ärztin stieg Emilie Lehmus 1877 in die erste, von Frauen geführte, Gemeinschaftspraxis von Franziska Tiburtius und deren Schwägerin Henriette Hirschfeld-Tiburtius ein.

## Leben und Wirken

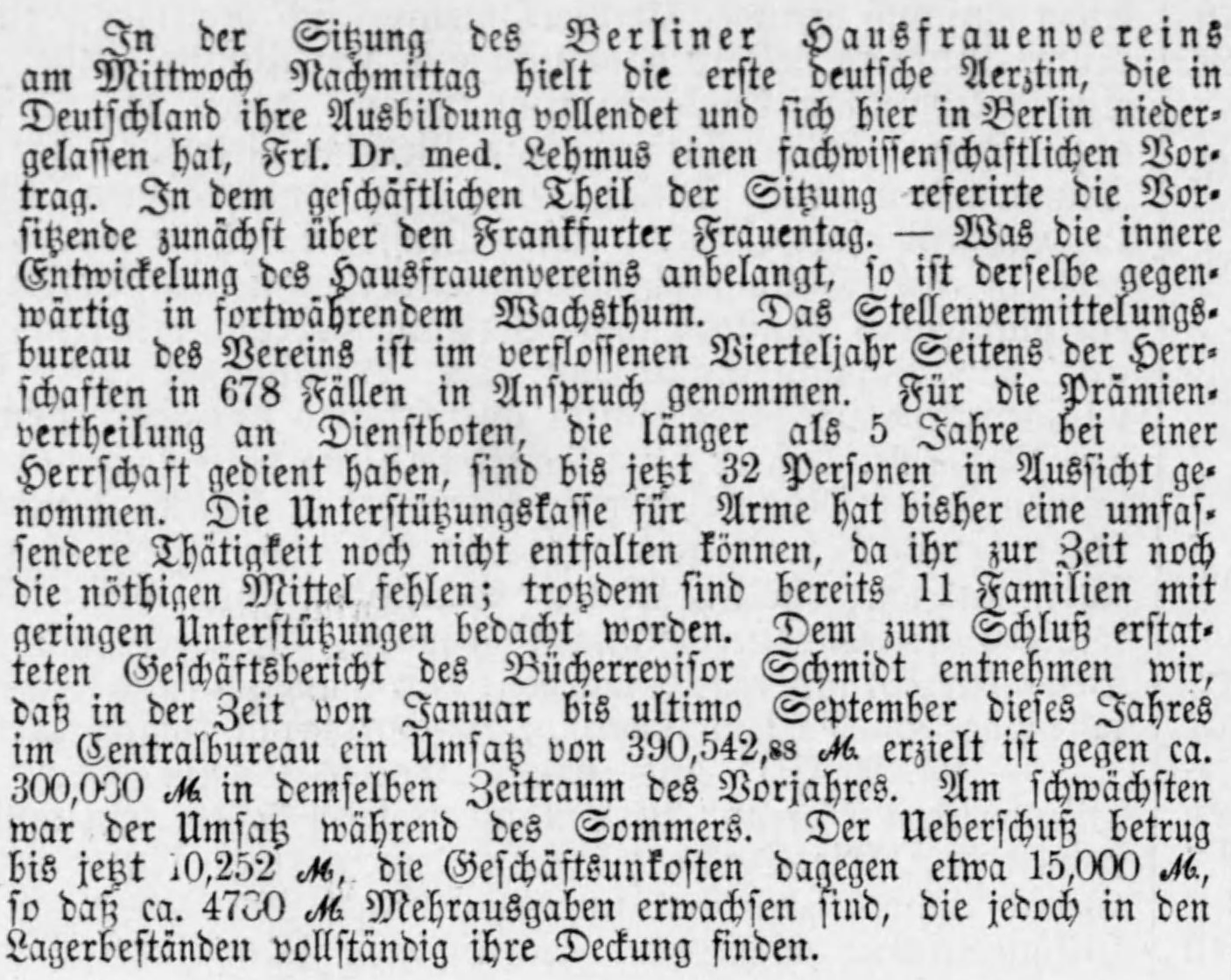
Vortrag beim Berliner Hausfrauenverein (Deutscher Reichsanzeiger Nr. 253 von 1876)

Die Tochter des Pfarrers Friedrich Theodor Eduard Lehmus hatte nach dem Lehrerseminar und Sprachenstudien in Paris ein Medizinstudium an der Universität Zürich aufgenommen. Nach der Promotion mit Auszeichnung folgte das Volontariat bei Winckel in Prag.
Gemeinsam mit ihrer Kommilitonin Franziska Tiburtius betrieb sie ab 1877 in Berlin eine Privatpraxis und gründete die Poliklinik weiblicher Ärzte für Frauen und Kinder im Haus Alte Schönhauser Straße 23 in Berlin-Mitte.
1881 gründeten die beiden Ärztinnen die Pflegeanstalt für Frauen, die später zu einer modernen chirurgischen Klinik ausgebaut wurde und vor allem jungen Ärztinnen Aus- und Weiterbildungsmöglichkeiten bot. Um 1900 wurde sie durch ihre eigene Erkrankung an der Grippe-Pneumonie zur Aufgabe der Praxis gezwungen. Als 1908 die Vereinigung weiblicher Ärzte ins Leben gerufen wurde, unterstützte Lehmus diese Initiative mit einer Geldspende von 16.000 Reichsmark.
Sie lebte nach Aufgabe ihrer Praxis mehrere Jahre in München und nach dem Ersten Weltkrieg bei ihrer Schwester in Gräfenberg. Sie betätigte sich musisch als Pianistin. Am 18. Oktober 1932 wurde sie auf dem städtischen Friedhof in Fürth, Erlanger Straße 97, beigesetzt.
Der Berliner Mathematiker Ludolph Lehmus (1780–1863) war ihr Großonkel.

## Bedeutung

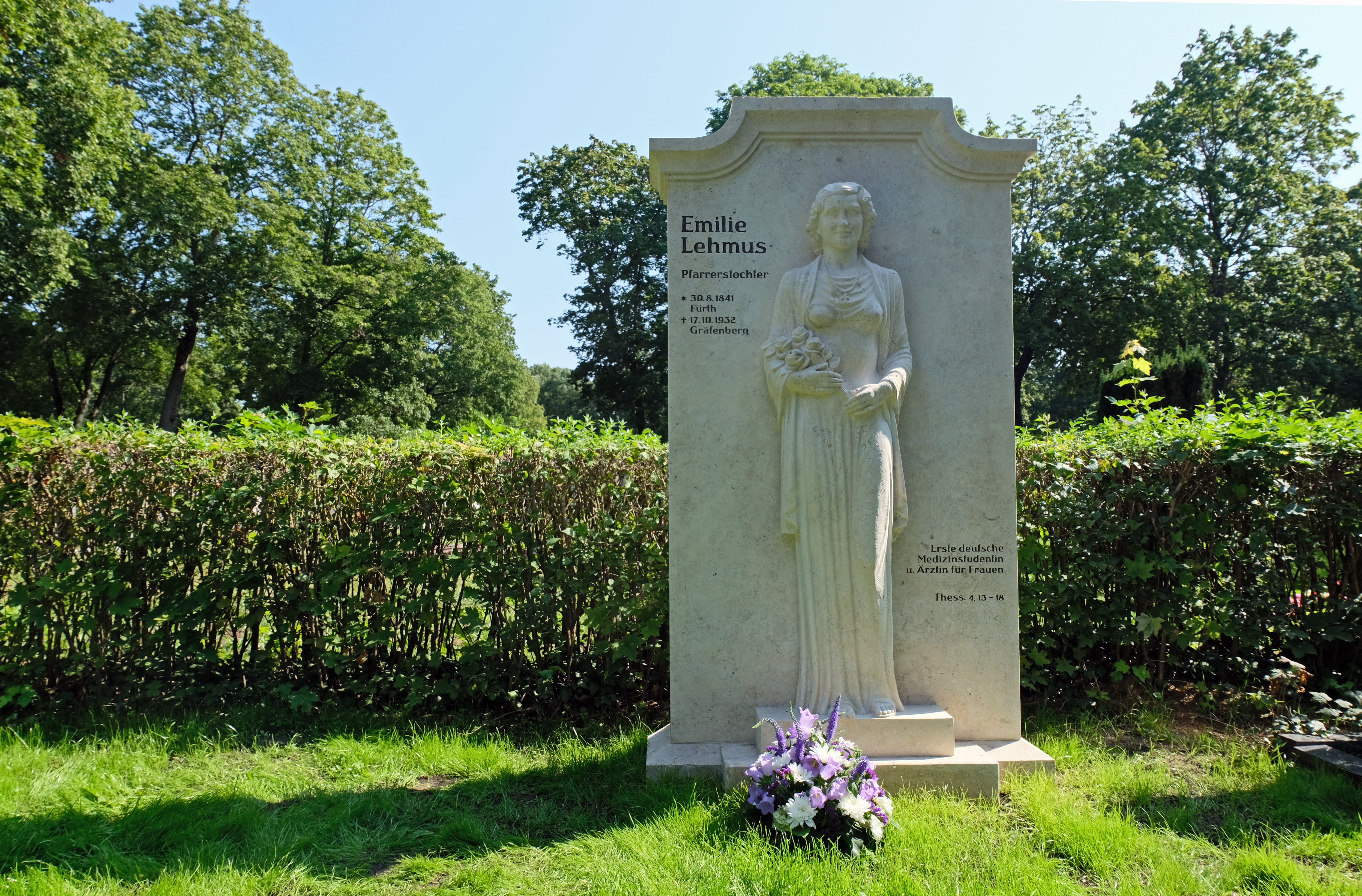
Gedenkstein für Emilie Lehmus auf dem städt. Friedhof in Fürth, Aug. 2019

Emilie Lehmus wurde in Deutschland aufgrund ihres Geschlechtes zunächst ihr Medizinstudium an der Universität Zürich nicht anerkannt. Sie wurde mit Badern und Heilpraktikern gleichgestellt, obwohl sie ihr Studium außergewöhnlich gut abgeschlossen hatte: „Fräulein Emilie Lehmus aus Fürth, die erste deutsche Dame, die in Zürich Medizin studiert, machte daselbst in voriger Woche ihr Examen und erhielt das Prädikat ausgezeichnet. Es ist dieser Grad in den letzten zehn Jahren nur sechs männlichen Examinanden zuteil geworden“ (Kölner Zeitung 1874).
Damals nahm der deutsche Reichstag weibliche Ärzte nicht ernst. Über die Ablehnung durch die Berliner Ärzteschaft sagte Lehmus selbst, „am gehässigsten“ sei Virchow gewesen. Posthum wurde sie, anlässlich ihres 100. Geburtstages, für ihre Leistung und Vorreiterrolle von den deutschen Ärztinnen in einem Nachruf gewürdigt.
Am 18. Juni 2006 wurde an dem Haus Alte Schönhauser Straße 23, in dem sie 1877 die Poliklinik weiblicher Ärzte eröffnet hatten, eine Gedenktafel für Emilie Lehmus und Franziska Tiburtius angebracht.
Am 30. August 2019 fand an der ehemaligen Grabstelle am Städtischen Friedhof in Fürth eine Gedenkveranstaltung zu Ehren von Emilie Lehmus statt. Das Grab war bereits vor vielen Jahren aufgelassen worden, so dass dort nichts mehr an sie erinnerte. Mit Unterstützung der Deutschen Gesellschaft für Gynäkologie und Geburtshilfe (DGGG) und der Stadt Fürth wurde ein Gedenkstein im August 2019 auf dem Friedhof aufgestellt. Gastredner waren der Präsident der DGGG, Anton Scharl, der Chefarzt der Frauenklinik am Klinikum Fürth, Volker Hanf, und der Oberbürgermeister der Stadt Fürth, Thomas Jung. Initiiert hatte die Veranstaltung der ehemalige Pfarrer der Gemeinde St. Peter und Paul in Poppenreuth, Christian Schmidt-Scheer. Die auf dem Gedenkstein abgebildete Person stellt nicht Emilie Lehmus dar, sondern die jung verstorbene Fürtherin Christel Schuirer (1918–1944), deren Grab ebenfalls vor einigen Jahrzehnten aufgelassen worden war. Allerdings ist der Grabstein Schuirers erhalten geblieben und wurde umgewidmet.